# (34296) 2000 QT153
2000 QT153 (asteroide 34296) é um asteroide da cintura principal. Possui uma excentricidade de 0.06366670 e uma inclinação de 6.47748º.
Este asteroide foi descoberto no dia 29 de agosto de 2000 por LINEAR em Socorro.